# Ноєттінг
Ноєттінг (нім. Neuötting) — місто в Німеччині, розташоване в землі Баварія. Підпорядковується адміністративному округу Верхня Баварія. Входить до складу району Альтеттінг.
Площа — 36,60 км2. Населення становить 8852 ос. (станом на 31 грудня 2020).